# Sickert
Sickert es una población y comuna francesa, en la región de Alsacia, departamento de Alto Rin.

## Demografía
| 239 | 254 | 249 | 311 | 308 | 317 |
| Para los censos de 1962 a 1999 la población legal corresponde a la población sin duplicidades (Fuente: INSEE [Consultar]) |     |     |     |     |     |

- Cifra de población provisional para 2006 : 328